# Luis Resto (músico)
Luis Edgardo Resto (Ann Arbor, Míchigan; 22 de julio de 1961) es un músico, productor y tecladista estadounidense, que ha trabajado en estrecha colaboración con el rapero Eminem, desde su tercer álbum, en su propio sello titulado The Eminem Show. Es descendiente de puertorriqueños, debido a la procedencia de sus padres de Puerto Rico, y fue criado en Detroit, Míchigan. Ha tocado el teclado para Eminem en varias pistas producidas por él, y se le atribuye como productor adicional en la mayoría de las canciones del álbum de Eminem Encore. En 2002 recogió el Oscar a la mejor canción original por la película 8 Mile en lugar de Eminem, quien no se presentó a la ceremonia.

## Producciones

### 2002
- Varios artistas – 8 Mile Soundtrack (álbum de estudio lanzado el 2002)

01. "Lose Yourself" (en los créditos como "Producción adicional")
05. "Places To Go" (Producción adicional y teclados)

### 2003
- Jay-Z - The black album (álbum de estudio lanzado el 14 de noviembre de 2003)

09. "Moment Of Clarity" (Producción adicional y teclados)

### 2004
- Eminem - Encore (álbum de estudio lanzado el 12 de noviembre de 2004)

02. "Evil Deeds" (Teclados de introducción)
04. "Yellow Brick Road" (Producción adicional y teclados)
05. "Like Toy Soldiers" (Producción adicional y teclados)
07. "Puke" (Producción adicional y teclados)
08. "My 1st Single" (Producción adicional y teclados)
15. "Spend Some Time" (Producción adicional y teclados)
16. "Mockingbird" (Producción adicional y teclados)
17. "Crazy In Love" (Producción adicional y teclados)
18. "One Shot 2 Shot" (Producción adicional y teclados)
20. "Encore/Curtains Down" (Producción adicional y teclados)
- Eminem - Encore (bonus CD lanzado el 12 de noviembre de 2004)

01. "We As Americans" (Producción adicional y teclados)
02. "Love You More" (Producción adicional y teclados)
03. "Ricky Ticky Toc" (Producción adicional y teclados)
- 2Pac - Loyal to the Game (álbum de estudio lanzado el 14 de noviembre de 2004)

01. "Soldier Like Me (Return of the Soulja)"
02. "The Uppercut"
03. "Out on Bail"
04. "Ghetto Gospel"
05. "Black Cotton"
06. "Loyal to the Game"
07. "Thugs Get Lonely Too"
08. "N.I.G.G.A. (Never Ignorant about Getting Goals Accomplished)"
09. "Who Do You Love?"
10. "Crooked Nigga Too"
11. "Don't You Trust Me?"
12. "Hennessy"
13. "Thug 4 Life"

### 2005
- 50 Cent - The Massacre (álbum de estudio lanzado el 3 de marzo de 2005)

02. "In My Hood"
04. "I'm Supposed To Die Tonight"
10. "Ski Mask Way"
16. "My Toy Soldier"

### 2006
- Obie Trice - Second Round's on Me (álbum de estudio lanzado el 15 de agosto de 2006)[2]

02. "Wake Up"
03. "Violent"
05. "Lay Down"
06. "Snitch"
08. "Ballad Of Obie Trice"
09. "Jamaican Girl"
10. "Kill Me a Mutha"
12. "All of My Life"
13. "Ghetto"
14. "There They Go"
17. "Everywhere I Go"
18. "Obie Story"

### 2007
- Ca$his - The County Hound EP (EP lanzado el 22 de mayo de 2007)

06. "Pistol Poppin'" con Eminem (Producida por Eminem  Luis Resto)

### 2009
- Eminem - Relapse (álbum de estudio lanzado el 19 de mayo de 2009

17. "Beautiful"  (Producida por Eminem)
- Eminem- Relapse: Refill

4. "Elevator"
- Lil Wayne - Rebirth

8. "Drop the World" (con Eminem)

### 2010
- B.o.B. - B.o.B Presents: The Adventures of Bobby Ray

12. "Airplanes, Part II" (con Eminem y Hayley Williams de Paramore)
- Eminem - Recovery

7. "Not Afraid"

## Sellos discográficos
- Resto World Music
- Shady Records

## Premios y distinciones
Premios Óscar
| Año  | Categoría              | Canción         | Película | Resultado |
| ---- | ---------------------- | --------------- | -------- | --------- |
| 2003 | Mejor canción original | «Lose Yourself» | 8 Mile   | Ganador   |